# Baeza
Baeza is een gemeente in de Spaanse provincie Jaén in de regio Andalusië met een oppervlakte van 193 km². In 2009 telde Baeza 16.253 inwoners.
De historische monumenten in Baeza staan samen met die van Úbeda op de werelderfgoedlijst.

## Geboren in Baeza
- Diego de Nicuesa (1464-1511), conquistador
- Gaspar Becerra (omstreeks 1520-1570), schilder, beeldhouwer en architect

## Demografische ontwikkeling
Bron: INE; 1857-2011: volkstellingen